# Großer Friedrichskopf
Der Große Friedrichskopf ist ein 3134 m ü. A. hoher Berggipfel der Schobergruppe im Kärntner Bezirk Spittal an der Drau in Österreich.

## Lage
Der Große Friedrichskopf liegt im Osten der Schobergruppe in der Kernzone des Nationalparks Hohe Tauern an der Gemeindegrenze zwischen Großkirchheim im Norden und Mörtschach im Süden. Der Gipfel liegt zwischen dem Georgskopf (3090 m) im Südwesten, dem Friedrichsschneidkopf (2908 m), dem Kleinen Friedrichskopf (3059 m) im Westen und dem Weißen Kopf im Südosten. Vom Georgskopf wird der Große Friedrichskopf durch die Friedrichsscharte (2764 m) getrennt, den Übergang zum Weißen Kopf markiert die Relischscharte (2790 m). Zwischen dem Großen und dem Kleinen Friedrichskopf befindet sich die Kleine Friedrichsscharte. Um den Großen Friedrichskopf herum liegen die Quellgebiete von Gradenbach (Nordwesten), Gartlbach (Osten) und Pritischbach (Süden).

## Aufstiegsmöglichkeiten
Der Normalweg auf den Großen Friedrichskopf nimmt seinen Ausgang an der Wangenitzseehütte. Von ihr aus folgt man dem Weg talwärts bis zur Schaflerhütte und steigt danach nordwärts über steile Bergmatten bis zur Oberen Prititschscharte auf. Danach folgt der Abstieg ins Prititschkar. Der weitere Weg führt ostwärts vorbei an mehreren kleinen Seen zum nördlichsten und größten See sowie danach entlang des Prititschbaches. Vor dessen Abbiegen nach Süden führt der Aufstieg durch das nordwestlich gelegene Kar in Richtung der Friedrichsscharte, vor der man östlich zur Relischscharte quert. Der folgende Schlussanstieg über den Südsüdostgrat, zunächst über ein flaches Gratstück, und danach  .... und schluchtartige Rinnen den Gipfel erreicht (II+).
Weitere Varianten bestehen über den Südwestgrat aus der Friedrichsscharte (III-), die Südwand aus der Relischscharte (IV+), den selten vom Wandfuß begangenen Nordwestgrat (III) oder durch die südliche Trennschlucht zwischen Großem und Kleinem Friedrichskopf aus dem Trümmerkar östlich der Relischscharte (III).